# Municipio 11 (Arkansas)
Township 11 es un municipio del condado de Benton, Arkansas, Estados Unidos. Según el censo de 2020, tiene una población de 13 806 habitantes.
Es una subdivisión exclusivamente geográfica, por cuanto el estado de Arkansas ya no utiliza la herramienta de los townships como gobiernos municipales.

## Geografía
El municipio está ubicado en las coordenadas 36°23′28″N 94°28′9″O / 36.39111, -94.46917 (36.391006, -94.469084). Según la Oficina del Censo de los Estados Unidos, tiene una superficie total de 538.47 km², de la cual 537.84 km² corresponden a tierra firme y 0.63 km² son agua.

## Demografía
Según el censo de 2020, hay 13 806 personas residiendo en la zona. La densidad de población es de 25.67 hab./km². El 76.92% de los habitantes son blancos, el 0.73% son afroamericanos, el 2.98% son amerindios, el 2.25% son asiáticos, el 0.42% son isleños del Pacífico, el 5.47% son de otras razas y el 11.23% son de una mezcla de razas. Del total de la población, el 10.76% son hispanos o latinos de cualquier raza.